# یواس‌آرسی وه‌یه‌ندا
یواس‌آرسی وه‌یه‌ندا (به انگلیسی: USRC Wayanda) یک کشتی است که طول آن ۱۳۰ فوت (۴۰ متر) می‌باشد. این کشتی در سال ۱۸۶۳ ساخته شد.